# Mănăstirea Turnu Roșu
Mănăstirea Turnu Roșu este o mănăstire ortodoxă din România situată în apropierea comunei Turnu Roșu, județul Sibiu.
Mănăstirea Turnu Roșu este așezată la o distanță de aproximativ 3 km de comună, în apropierea pârâului „Valea Caselor” care străbate comuna, în amonte. Ridicătura pe care este zidită purta numele „Curechiuri”, astăzi numindu-se „Lunca Mănăstirii”. Este posibil accesul cu autoturismul pe drumul forestier care pornește din „Capul Satului”
Piatra de temelie pentru noua mănăstire s-a pus la 20 septembrie 2009, de către Mitropolitul Ardealului, Laurențiu Streza, în prezența a numeroși credincioși din comuna Turnu Roșu și din împrejurimi.